# Octavie Coudreau
Marie Octavie Coudreau, nascida Marie Octavie Renard (Anais, 30 de abril de 1867 – Sonnac, 6 de fevereiro de 1938) foi uma exploradora e geógrafa francesa, e autora de diversos livros sobre a Guiana Francesa e a Região Norte do Brasil. 

## Biografia

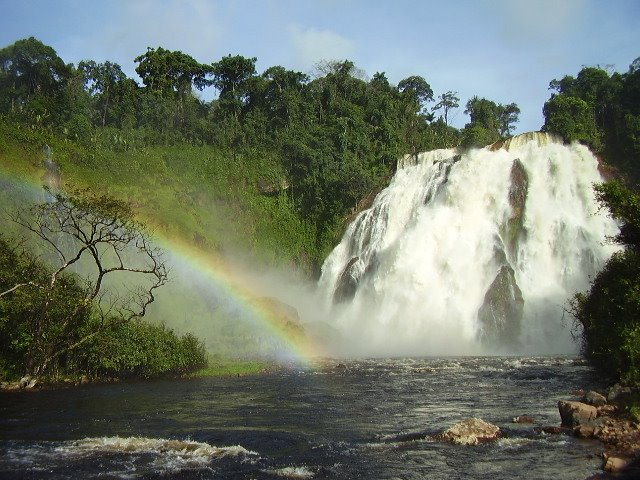
Cachoeira do rio Curuá. Coudreau escreveu sobre a sua expedição no rio, na obra Voyage au rio Curuá (1903).

No contexto da disputa da fronteira entre a França e o Brasil (que foi resolvida por uma arbitragem internacional feita pela Suíça em 1900), Octavie, recém casada, acompanhou o seu marido Henri Coudreau (1859 — 1899), que atuou em representação dos governadores dos estados brasileiros do Amazonas e do Pará, no mapeamento dos afluentes do rio Amazonas e identificou recursos exploráveis para a agricultura e silvicultura. Henri explorou em particular o rio Trombetas, mas sofreu de malária, e morreu em 10 de novembro de 1899.

Conforme detalhado no livro Voyage au Trombetas , iniciado por Henri Coudreau, a viagem pelo afluente Trombetas, na margem norte do Amazonas, terminou tragicamente, pois Henri já estava doente e exausto pelos anos passados no que chamou de “inferno verde”. Sofrendo de malária, Henri morreu nos braços da esposa em 10 de novembro de 1899 que, ajudada por seus companheiros de viagem, fez um caixão com as tábuas do barco e preparou o enterro em um promontório com vista para o Lago Tapagem. Mais tarde, ela escreveu os capítulos finais do livro, após a repatriação dos restos mortais de Henri para Angoulême, na França.  
“Se sou um explorador – esta palavra não suporta ser feminina – não é por causa da glória, que é uma deusa demasiado inconstante e mais cega que a Fortuna; não é por amor à geografia, penso que deveria amar muito a geografia, quando não a amo. Se faço exploração, é para me permitir reunir os restos mortais de meu marido com os de seus pais idosos; é para que Henri Coudreau não permaneça para sempre em uma bem amada terra estrangeira; é também completar o trabalho iniciado há cinco anos, trabalho útil entre todos porque consiste principalmente em divulgar as terras ainda ignoradas pelas massas."
De 1899 a 1906, Octavie Coudreau deu continuidade ao trabalho de exploração iniciado pelo marido , trabalhando como exploradora oficial do governo francês, função normalmente não aberta às mulheres na época. Suportando os mesmos níveis de dificuldades que eventualmente mataram seu marido, ela fez contribuições pioneiras para o conhecimento da área tropical amazônica, especialmente para o conhecimento da região nordeste da bacia Amazônica. Regressou à França com os restos mortais do seu marido em 1906, e morreu em Sonnac, no departamento de Carântono-Marítimo, em 1938.
Em 2017, uma rua foi batizada em sua homenagem na comuna de Saint-Jean-d'Angély.

Na exposição "Visages de l'exploration au XIXe siècle" organizada pelo BnF em 2022, há um espaço dedicado à Octavie, que é apresentada da seguinte forma: 
"Em 1895, a jovem Octavie Coudreau acompanhou o marido por novas missões de exploração na Amazonia. Henri Coudreau se tornara conhecida por várias expedições conduzidas na Guiana nas bacias dos rios Maroni e Oiapoque. Ambos realizaram explorações durante quatro anos com o objetivo de estabelecer um mapeamento cartográfico preciso dos afluentes da Amazônia (Tapajós, Xingu, Tocantins ...). Octavie pratica fotografia e foi apresentada ao manuseio de instrumentos científicos. Quando seu marido morreu em 1899, ela decidiu continuar a empreitada e, por sete anos, liderou várias Missões das quais ela desenha os relatos de viagem ilustrados pela fotografia, acompanhadas por anotações precisos dos rios se seguiu. De uma viúva explosiva, justificando suas expedições pela busca pelos restos mortais de seu marido, ela se torna uma exploradora por si só, emprestando -se à aventura Jogo, reuniões, cartões de elaboração, sem esconder os momentos de tédio e desespero que o agarram regularmente. Ela não hesita, em suas histórias, para erguer seu status de exploradora na profissão, dizendo que "se torna cativa com essa vida selvagem que (ela) ama".

### Viagens de Octavie
Por ter aprendido com o marido a utilizar os dispositivos e materiais necessários à exploração - bússola, fotografia, levantamentos cartográficos e esboços - Octavie Coudreau, em abril de 1900,  explorou os rios Paru e Murapi. No mesmo ano, até maio de 1901, identificou e descreveu os rios Cuminà e Mapuera. De junho de 1902 a janeiro de 1903, explorou o rio Maycuru. Durante esta viagem,  foi capturada e mantida prisioneira por uma tribo indígena, da qual ela conseguiu escapar, depois de vagar sozinha pela floresta por três dias. De setembro de 1905 a fevereiro de 1906, cumpriu sua última missão a pedido do governador do estado do Amazonas, no rio Canumã, afluente do Amazonas, próximo a Manaus. 
Dessas viagens, Octavie Coudreau coletou fotos, esboços e mapas, descrevendo o percurso dos rios explorados. Além de dados geográficos, há informações sobre terrenos adequados para estabelecimentos agrícolas, exploração da seringueira e potencial de desenvolvimento territorial.

## Obras
- Voyage au Trombetas: 7 août 1899 - 25 novembre 1899, A. Lahure, 1900, 141 p., ISBN 978-1148473758
- Voyage au Cuminã: 20 avril 1900 - 7 septembre 1900, A. Lahure, 1900, 190 p.
- Voyage à la Mapuerá: 21 avril 1901 - 24 décembre 1901, A. Lahure, 1901, 166 p.
- Voyage au Maicuru: 5 juin 1902 - 12 janvier 1903, A. Lahure, 1903, 151 p.
- Voyage au rio Curuá: 20 novembre 1900 - 7 mars 1901, A. Lahure, 1903, 114 p.
- Voyage au Canumã: 21 août 1905-16 février 1906, A. Lahure, 1906, 216 p.